# Florian de Lorch
Pour les articles homonymes, voir Saint Florian et Florian.
Florian de Lorch ou Florian de Lorsch (Florianus en latin), né vers 250 et mort vers 304, est un officier de l'armée romaine, administrateur militaire d'une ville de la province romaine de Noricum. Il était chrétien, mais gardait sa foi cachée.
On dit qu'il a sauvé un village d'un incendie en priant et en se voyant symboliquement jeter un seau d'eau pour l'éteindre ; c'est pourquoi il est associé aux pompiers et à tous ceux qui protègent du feu, y compris les ramoneurs.
Quand durant les persécutions de Dioclétien, chargé d'exécuter un groupe de chrétiens, il a refusé, il a été tué par noyade dans la rivière Enns avec une pierre autour du cou. Il est fêté le 4 maien tant que saint et martyr par les catholiques et les orthodoxes.

## Vie de saint Florian

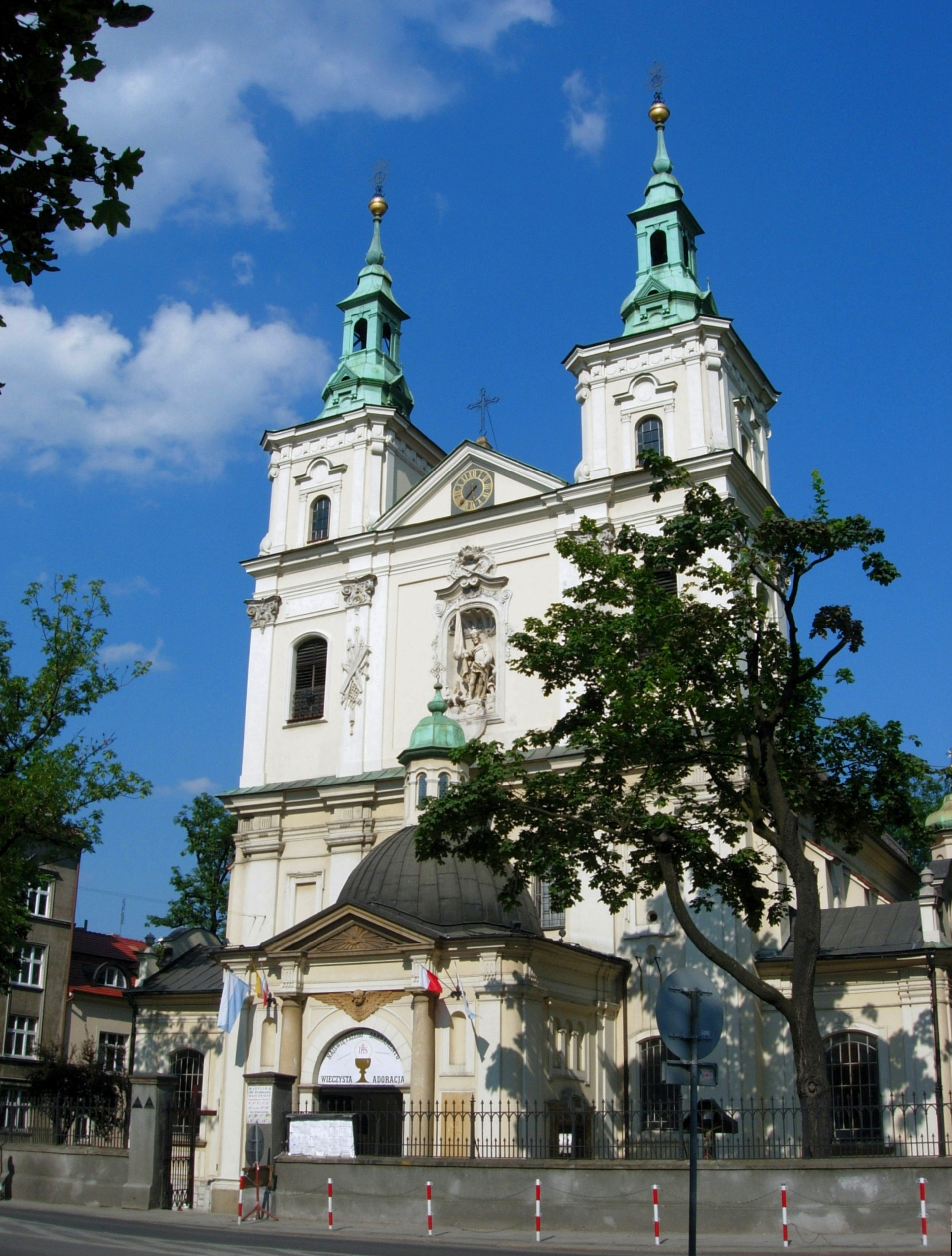
La basilique Saint-Florian à Cracovie.

Florian vivait du temps de l'empereur Dioclétien et occupait de hautes fonctions dans l'armée impériale basée dans la province du Noricum. Il était aussi responsable des brigades de pompiers.
Les Romains luttaient alors contre l'expansion du christianisme, et envoyèrent le consul Aquilinus à Lauriacum (aujourd'hui Enns en Autriche) pour accélérer la persécution envers les chrétiens.
Quand Aquilinus demanda à Florian d'exécuter un groupe et qu'il refusa, il lui demanda d'offrir un sacrifice à une divinité romaine. Florian, qui était devenu chrétien, refusa. Il fut alors battu puis torturé, mais sans résultat. Enfin, il fut jeté dans l'Enns avec une grosse pierre autour du cou.
Plus tard, une femme nommée Valeria eut une vision où elle vit Florian lui demandant de l'enterrer dans un lieu plus digne. Son corps aurait alors été inhumé à l'abbaye de Saint-Florian, près de Linz (Autriche). Selon la tradition, sa dépouille mortelle aurait ensuite été transférée à Rome en 1138. Puis le pape Lucius III les envoya en Pologne au duc Casimir II qui fit construire une église à Cracovie en son honneur.
Le pape Jean-Paul II a été prêtre à la paroisse Saint-Florian de Cracovie.
Saint Florian est fêté le 4 mai. Il est devenu populaire en Bavière et dans la région des Trois Venise ; il est également le saint patron de la Haute-Autriche et de la Pologne en tant que royaume historique.

## Légende de saint Florian
Il est dit que saint Florian de Lorch était le frère de saint Florent d'Anjou, et qu'ils auraient grandi ensemble sur les rives du Danube.
Après avoir été condamné à mort par le préfet Aquilien, Florent est sauvé miraculeusement. Il part et laisse son frère, Florian, à son martyre, après lui avoir dit au revoir.
Saint Florian aurait également éteint un incendie en jetant sur les flammes un simple seau d'eau. C'est pourquoi il est souvent représenté en compagnie d'un ange qui déverse de l'eau sur un brasier.

## Galerie

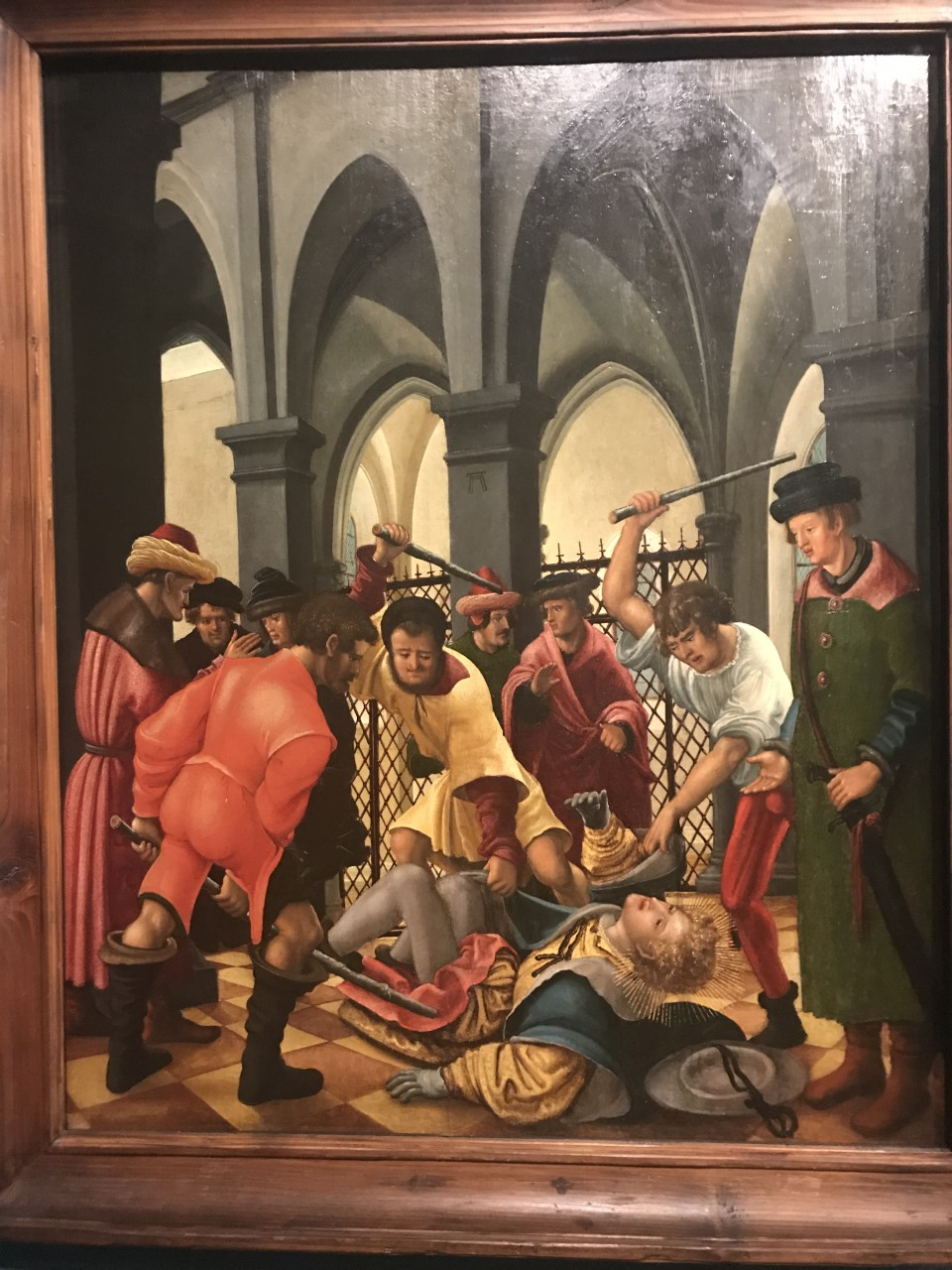
Saint Florian roué de coups, Albrecht Altdorfer, galerie nationale de Prague.
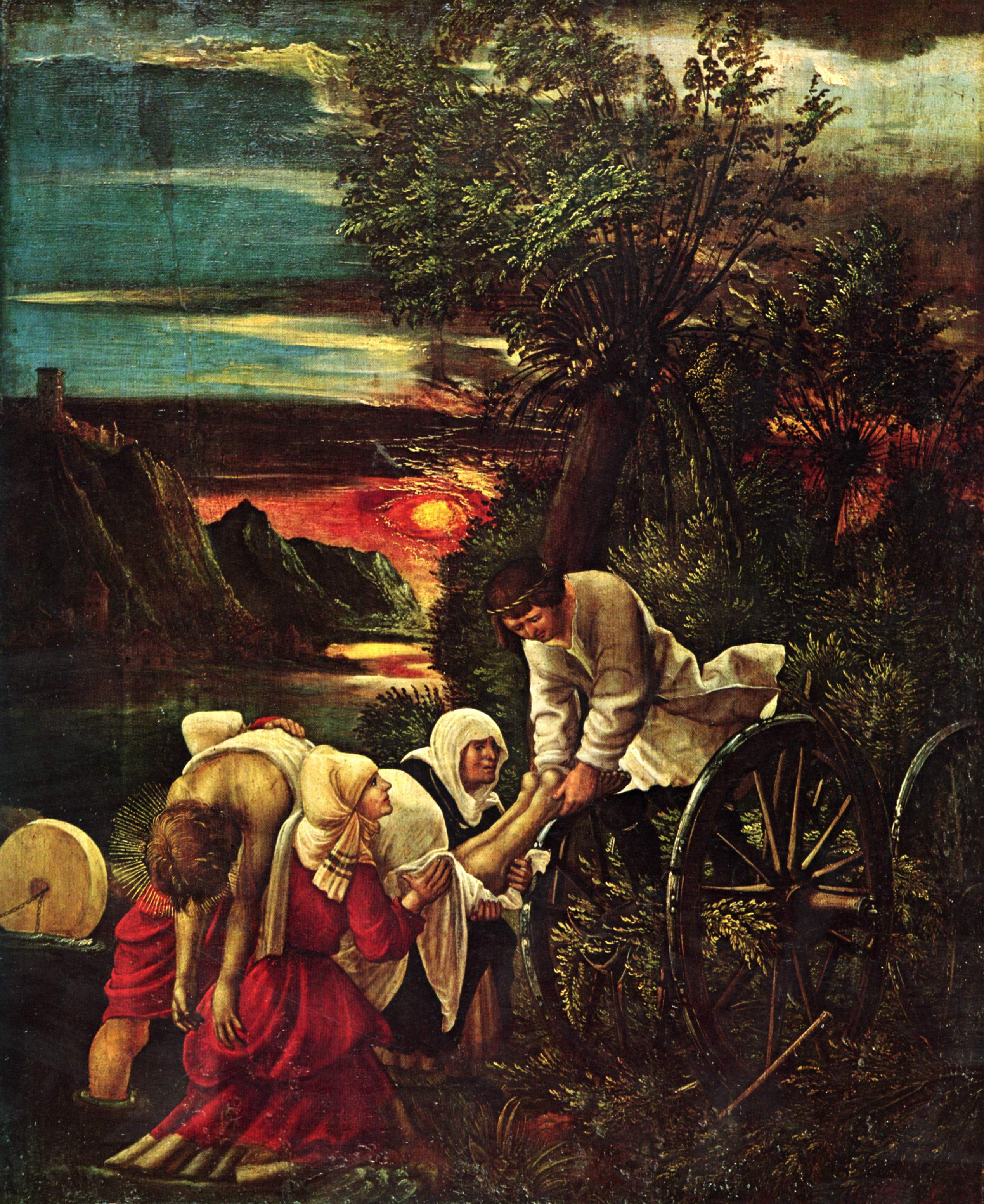
L'Ensevelissement de saint Florian, Albrecht Altdorfer, musée national germanique, Nuremberg.
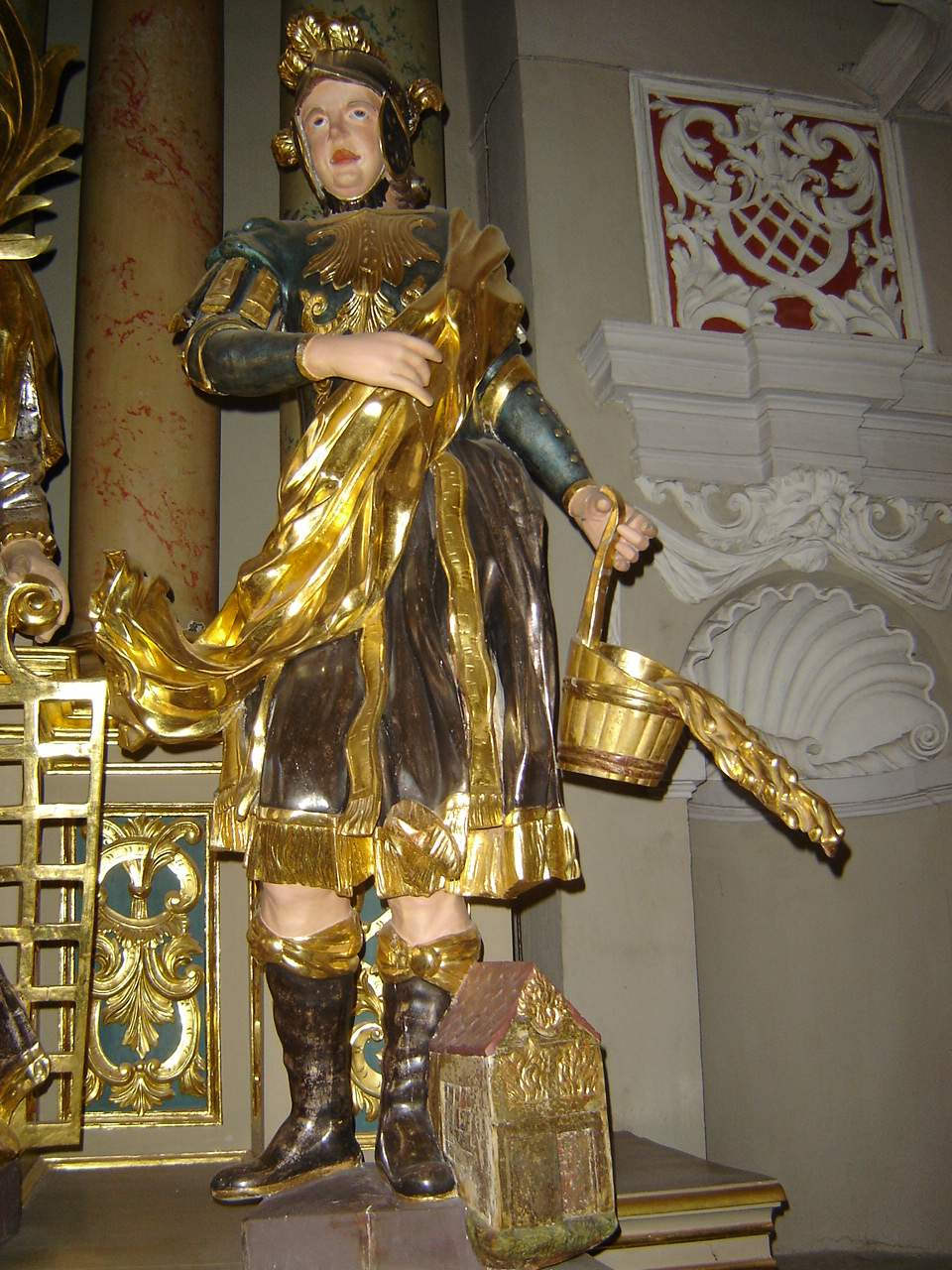
Représentation de saint Florian, cathédrale de Vilnius.
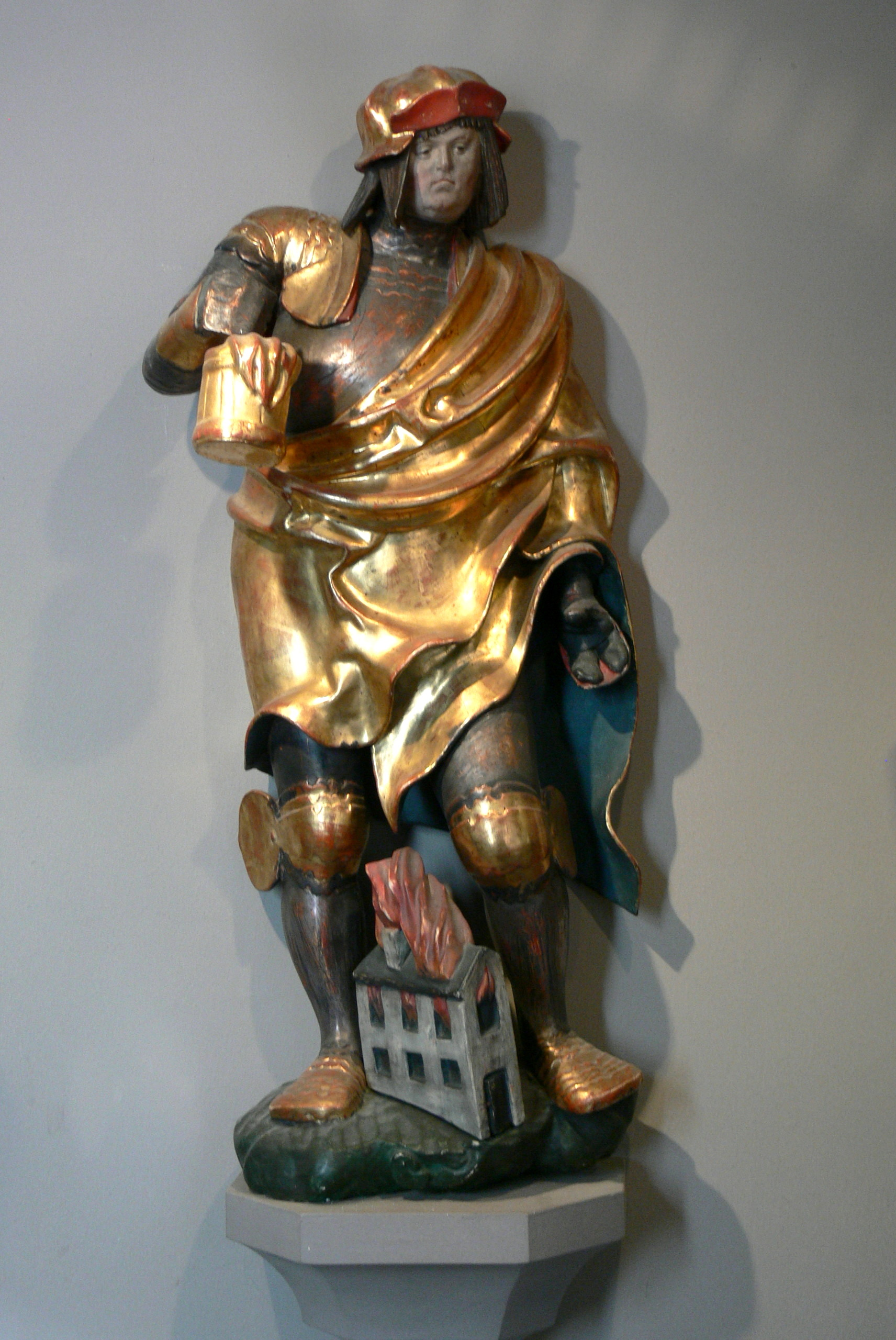
Saint Florian (v. 1520), musée Augustin, Rattenberg (Tyrol).
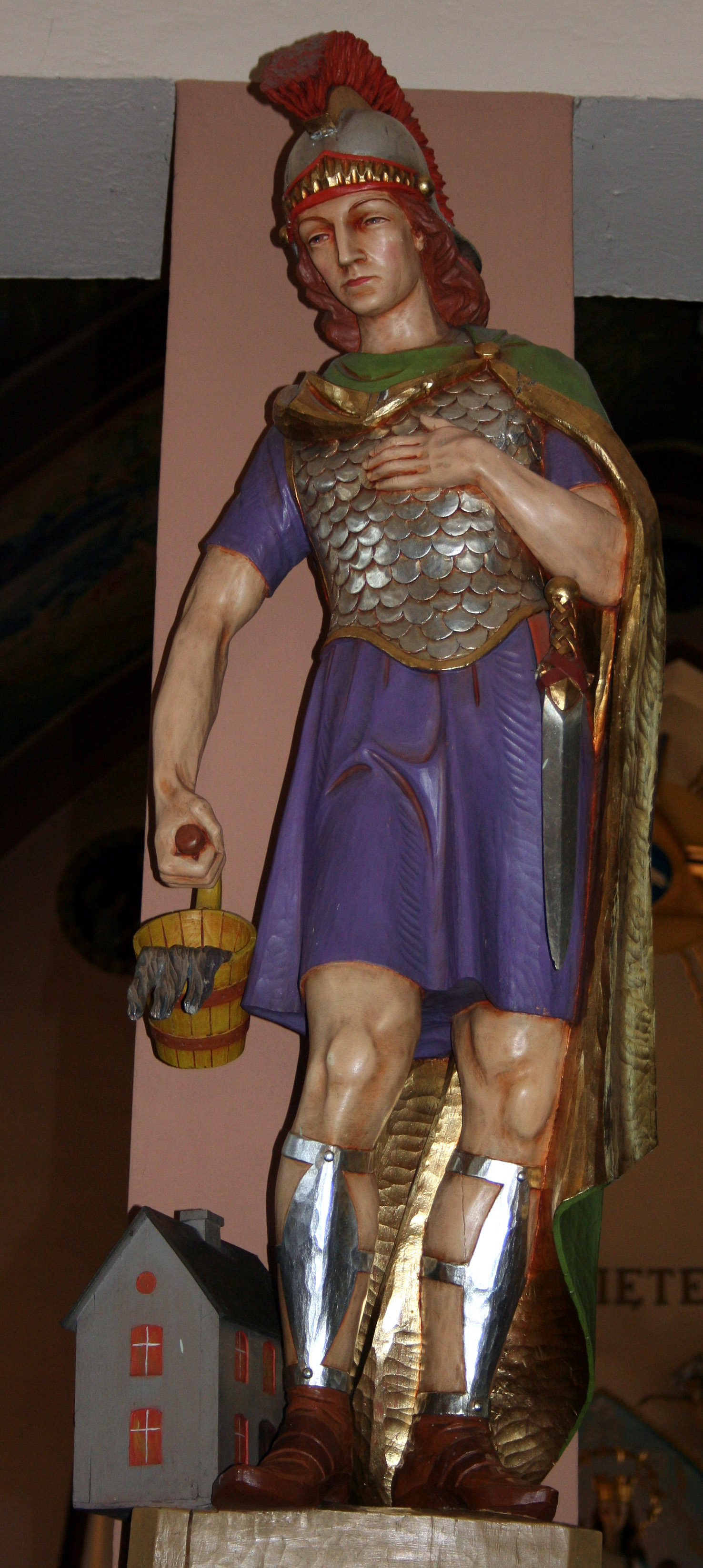
Saint Florian.
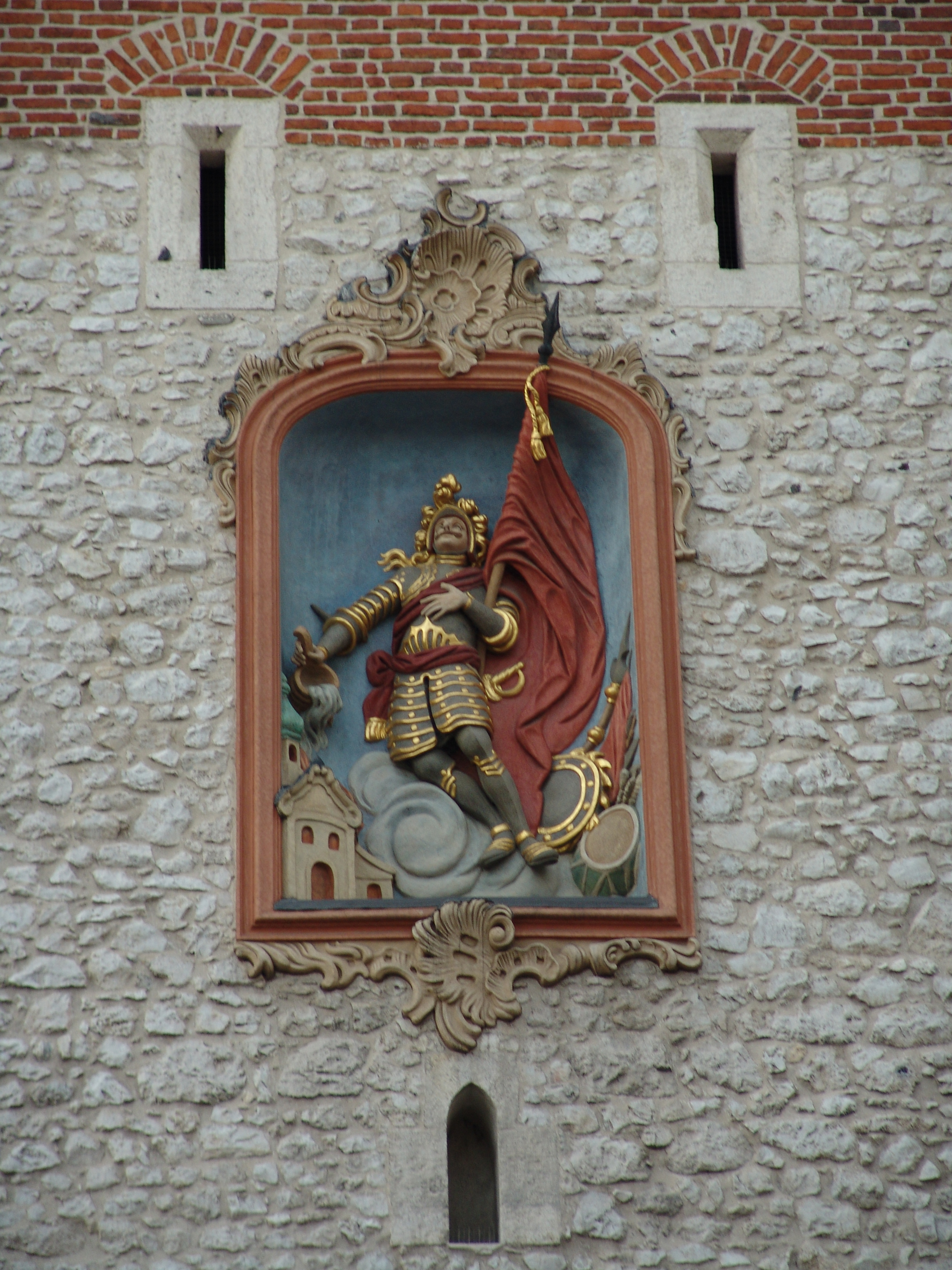
Porte Saint-Florian à Cracovie.

## Source
- (en) Cet article est partiellement ou en totalité issu de l’article de Wikipédia en anglais intitulé « Saint Florian » (voir la liste des auteurs).